# C l'hebdo
C l'hebdo est une émission diffusée à la télévision publique française. Produite par la société de production privée 3e Œil Productions appartenant à l'homme d'affaires Pierre-Antoine Capton,, l'émission est présentée par Aurélie Casse et est diffusée chaque samedi du 3 septembre 2016 au 5 juillet 2025 sur France 5.
Initialement, l'émission est lancée et présentée par Anne-Élisabeth Lemoine lors de la saison 2016-2017. Ali Baddou reprend la présentation de l'émission après le départ d'Anne-Élisabeth Lemoine, partie pour  succéder à Anne-Sophie Lapix à la tête de C à vous. Ali Baddou quitte la tête de l'émission pour animer les matinales du week-end sur France Inter et dès lors, Aurélie Casse, ancienne journaliste de BFM TV, le remplace.
L’émission est supprimée à la rentrée 2025, remplacée par l’émission C à Vous désormais diffusée du lundi au samedi inclus.

## Description
Diffusée entre 19 h et 20 h 55 tous les samedis, l'émission est une déclinaison de C à vous, présentée en semaine par Anne-Élisabeth Lemoine.
L'émission comprend deux parties :
- C l'hebdo, de 19 h à 20 h, revient sur toute l'actualité de la semaine, avec de plusieurs invités ;
- C l'hebdo, la suite, de 20 h à 20 h 20 puis 20 h 55, à partir de janvier 2023[6], traite de l'actualité culturelle et médiatique de la semaine à venir, avec notamment des invités.

## Chroniqueurs

### Actuels
- Louis Amar (Le reportage de la semaine) : depuis 2023[7]
- Victor Dekyvère (chiffres de la semaine et décryptage des tendances) : depuis 2023[7]
- Natacha Polony (Billet politique) : depuis 2023[8]
- Marine Barnérias : depuis 2024
- Alex Ramirès (humour) : depuis 2024[9]

### Anciens
- Aymeric Caron (politique) : 2016[10]
- Marc Fauvelle (Le Palmarès) : 2016-2017[11]
- Julien Bellver (actu, télé) : 2016-2017[12]
- Monia Kashmire (actu, télé) : 2016-2017[13]
- Alex Vizorek (humour) : 2016-2017[14],[15]
- Jean-Michel Cohen (santé) : 2016-2017[16]
- Pauline Clavière (Retour vers le futur) : 2017-2020[17]
- Émilie Tran Nguyen (actu) : 2017-2020[18]
- Tiga (Tiga for réveurs) : 2020-2021[19],[20]
- Pierre-Emmanuel Barré (Le bilan Barré) : 2023[21]
- Jean-Michel Aphatie (politique, actu) : 2016-2023[16],[22]
- Antoine Genton (Le Palmarès) : 2017-2023[11],[23]
- Mélanie Taravant (actu) : 2020-2023[24],[23]
- Matthieu Belliard (Le journal des médias) : 2023-2024 [25],[26]

- Tanguy Pastureau (humour) : 2023-2024[27]
- Eva Roque (Le Portrait de la semaine) : 2016-2024[28]

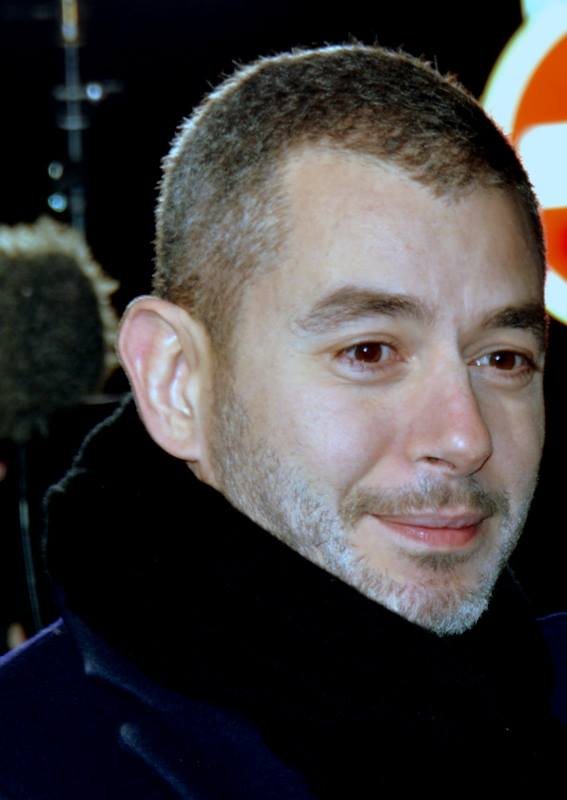
Ali Baddou.
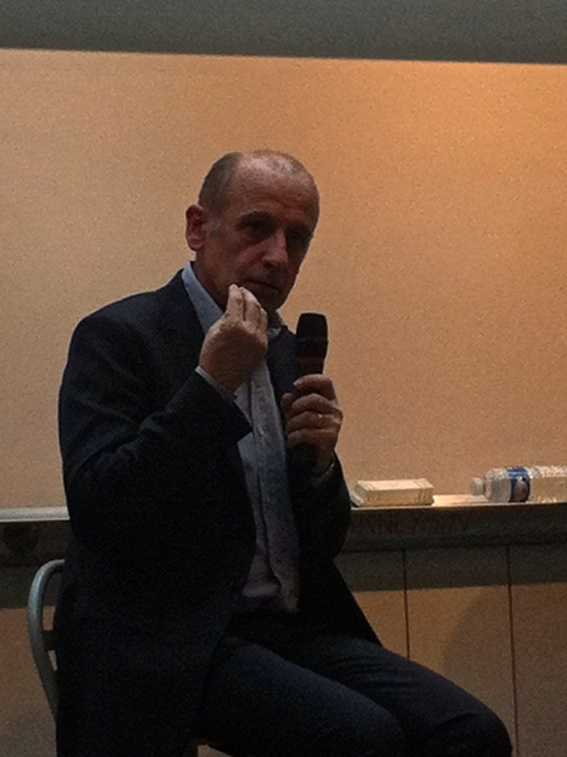
Jean-Michel Aphatie.

## Tournage
L'émission est diffusée tous les samedis soir de 19 h à 20 h 20 sur France 5. Elle est enregistrée le vendredi dans la journée et est tournée dans les studios de C à vous, avec un plateau réaménagé pour l'occasion.

## Audience
Les records historiques d'audience de l'émission sont obtenus lors de la saison 4, avec deux émissions spéciales consacrées à la pandémie de COVID-19 :
- 1 550 000 téléspectateurs (réalisé le samedi 2 mai 2020) ;
- 8,3 % de PDA (PDA 4+) (réalisé le samedi 25 avril 2020).

### Saison 1
| Émission | Jour et horaire de diffusion            | Invités                                                                                        | Audience moyenne          | Audience moyenne | Réf.   |
| Émission | Jour et horaire de diffusion            | Invités                                                                                        | Nombre de téléspectateurs | PDM              | Réf.   |
| -------- | --------------------------------------- | ---------------------------------------------------------------------------------------------- | ------------------------- | ---------------- | ------ |
| 1        | Samedi 3 septembre 2016 19 h - 19 h 55  | Alessandra Sublet, Muriel Bleyer, Germain Dagognet, Franck Delay                               | 473 000                   | 3,9 %            | [ 29 ] |
| 2        | Samedi 10 septembre 2016 19 h - 19 h 55 | Roselyne Bachelot, Michel Onfray, Lucie Carrasco                                               | 490 000                   | 4 %              | [ 30 ] |
| 3        | Samedi 17 septembre 2016 19 h - 19 h 55 |                                                                                                | 473 000                   | 3,3 %            | [ 31 ] |
| 4        | Samedi 24 septembre 2016 19 h - 19 h 55 | Guy Carlier, Bertrand Chameroy, Big John, Amelle Chahbi, Lucien Jean-Baptiste, Alexandre Amiel | 474 000                   | 3,6 %            | [ 32 ] |
| 5        | Samedi 1er octobre 2016 19 h - 19 h 55  | Franz-Olivier Giesbert, Jérémy Ferrari, Geoffroy Lejeune, Grégoire Margotton                   | 585 000                   | 3,9 %            | [ 33 ] |
| 6        | Samedi 8 octobre 2016 19 h - 19 h 55    |                                                                                                | 536 000                   | 3,6 %            | [ 34 ] |
| 7        | Samedi 15 octobre 2016 19 h - 19 h 55   |                                                                                                | 712 000                   | 4,7 %            | [ 35 ] |
| 8        | Samedi 22 octobre 2016 19 h - 19 h 55   |                                                                                                | 667 000                   | 4,3 %            | [ 36 ] |
| 9        | Samedi 29 octobre 2016 19 h - 19 h 55   |                                                                                                | 554 000                   | 3,7 %            | [ 37 ] |
| 10       | Samedi 5 novembre 2016 19 h - 19 h 55   |                                                                                                | 862 000                   | 4,9 %            | [ 38 ] |
| 11       | Samedi 12 novembre 2016 19 h - 19 h 55  |                                                                                                | 610 000                   | 3,5 %            | [ 39 ] |
| 12       | Samedi 19 novembre 2016 19 h - 19 h 55  |                                                                                                | 713 000                   | 4,1 %            | [ 40 ] |
| 13       | Samedi 26 novembre 2016 19 h - 19 h 55  |                                                                                                | 742 000                   | 4,4 %            | [ 41 ] |
| 14       | Samedi 3 décembre 2016 19 h - 19 h 55   |                                                                                                | 631 000                   | 3,8 %            | [ 42 ] |
| 15       | Samedi 10 décembre 2016 19 h - 19 h 55  |                                                                                                | 636 000                   | 3,7 %            | [ 43 ] |
| 16       | Samedi 17 décembre 2016 19 h - 19 h 55  |                                                                                                | 614 000                   | 3,6 %            | [ 44 ] |
| 17       | Samedi 24 décembre 2016 19 h - 19 h 55  |                                                                                                | 392 000                   | 3 %              | [ 45 ] |
| 18       | Samedi 31 décembre 2016 19 h - 19 h 55  |                                                                                                | 448 000                   | 2,9 %            | [ 46 ] |
| 19       | Samedi 7 janvier 2017 19 h - 19 h 55    |                                                                                                | 556 000                   | 3 %              | [ 47 ] |
| 20       | Samedi 14 janvier 2017 19 h - 19 h 55   |                                                                                                | 562 000                   | 3,2 %            | [ 48 ] |
| 21       | Samedi 21 janvier 2017 19 h - 19 h 55   |                                                                                                | 627 000                   | 3,4 %            | [ 49 ] |
| 22       | Samedi 28 janvier 2017 19 h - 19 h 55   |                                                                                                | 802 000                   | 4,6 %            | [ 50 ] |
| 23       | Samedi 4 février 2017 19 h - 19 h 55    |                                                                                                | 641 000                   | 3,4 %            | [ 51 ] |
| 24       | Samedi 11 février 2017 19 h - 19 h 55   |                                                                                                | 508 000                   | 2,8 %            | [ 52 ] |
| 25       | Samedi 18 février 2017 19 h - 19 h 55   |                                                                                                | 763 000                   | 4,5 %            | [ 53 ] |
| 26       | Samedi 25 février 2017 19 h - 19 h 55   |                                                                                                | 605 000                   | 3,3 %            | [ 54 ] |
| 27       | Samedi 4 mars 2017 19 h - 19 h 55       |                                                                                                | 785 000                   | 4,7 %            | [ 55 ] |
| 28       | Samedi 11 mars 2017 19 h - 19 h 55      |                                                                                                | 647 000                   | 4 %              | [ 56 ] |
| 29       | Samedi 18 mars 2017 19 h - 19 h 55      |                                                                                                | 627 000                   | 3,7 %            | [ 57 ] |
| 30       | Samedi 25 mars 2017 19 h - 19 h 55      |                                                                                                | 883 000                   | 5,6 %            | [ 58 ] |
| 31       | Samedi 1er avril 2017 19 h - 19 h 55    |                                                                                                | 696 000                   | 4,6 %            | [ 59 ] |
| 32       | Samedi 8 avril 2017 19 h - 19 h 55      |                                                                                                | 581 000                   | 4,5 %            | [ 60 ] |
| 33       | Samedi 15 avril 2017 19 h - 19 h 55     |                                                                                                | 723 000                   | 5,1 %            | [ 61 ] |
| 34       | Samedi 22 avril 2017 19 h - 19 h 55     |                                                                                                | 692 000                   | 4,6 %            | [ 62 ] |
| 35       | Samedi 29 avril 2017 19 h - 19 h 55     |                                                                                                | 803 000                   | 6,1 %            | [ 63 ] |
| 36       | Samedi 6 mai 2017 19 h - 19 h 55        |                                                                                                | 829 000                   | 5,3 %            | [ 64 ] |
| 37       | Samedi 13 mai 2017 19 h - 19 h 55       |                                                                                                | 694 000                   | 4,6 %            | [ 65 ] |
| 38       | Samedi 20 mai 2017 19 h - 19 h 55       |                                                                                                | 729 000                   | 5,4 %            | [ 66 ] |
| 39       | Samedi 27 mai 2017 19 h - 19 h 55       | Best-of                                                                                        | 430 000                   | 3,7 %            | [ 67 ] |
| 40       | Samedi 3 juin 2017 19 h - 19 h 55       |                                                                                                | 666 000                   | 4,6 %            | [ 68 ] |
| 41       | Samedi 10 juin 2017 19 h - 19 h 55      |                                                                                                | 529 000                   | 4,5 %            | [ 69 ] |
| 42       | Samedi 17 juin 2017 19 h - 19 h 55      |                                                                                                | 511 000                   | 4,4 %            | [ 70 ] |
| 43       | Samedi 24 juin 2017 19 h - 19 h 55      |                                                                                                | 531 000                   | 4,5 %            | [ 71 ] |

Légende :
- fond vert : les plus hauts résultats d'audience/PDA ;
- fond rouge : les plus bas résultats d'audience/PDA.

### Saison 2
| Émission | Jour et horaire de diffusion  | Invités | Audience moyenne          | Audience moyenne | Réf.   |
| Émission | Jour et horaire de diffusion  | Invités | Nombre de téléspectateurs | PDM              | Réf.   |
| -------- | ----------------------------- | --- | ------------------------- | ---------------- | ------ |
| 1        | Samedi 2 septembre 2017 19 h  | Patrick Cohen, Adrien Quatennens, François Durpaire, Philippe Mangeot, Nahuel Pérez Biscayart, Arnaud Valois | 616 000                   | 4,5 %            | [ 72 ] |
| 2        | Samedi 9 septembre 2017 19 h  | Gilles Bouleau, Sonia Devillers, Leïla Slimani, Jonathan Lambert                                             | 558 000                   | 3,9 %            | [ 73 ] |
| 3        | Samedi 16 septembre 2017 19 h | Christophe Castaner, Ludovine de La Rochère, Frédéric Worms, Yuval Noah Harari                               | 451 000                   | 3,1 %            | [ 74 ] |
| 4        | Samedi 23 septembre 2017 19 h | Michel Onfray, Loup Bureau, Laurence Haïm, Kamel Daoud                                                       | 496 000                   | 3,5 %            | [ 75 ] |
| 5        | Samedi 30 septembre 2017 19 h | Marc-Olivier Fogiel, Caroline Fourest, Jacques Pradel, Arnaud Ardoin                                         | 581 000                   | 3,7 %            | [ 76 ] |
| 6        | Samedi 7 octobre 2017 19 h    | Léa Salamé, Chloé Triomphe, Benoît Peyrucq, Beth Ditto                                                       |                           |                  |        |
|          | Samedi 11 novembre 2017 19h   | Élisabeth Levy, Natacha Polony, Jade Lingaard, Éric Hannezo                                                  | 864 000                   | 4,9 %            |        |
|          | Samedi 9 décembre 2017 19h    | Émission Spéciale : Hommage à Johnny Hallyday                                                                | 1 002 000                 | 5,8 %            |        |
|          | Samedi 17 février 2018 19h    | | 1 004 000                 | 6,2%             |        |
|          | Samedi 24 mars 2018 19h       | Fabrice Arfi, Kouamé                                                                                         | 1 020 000                 | 6,3 %            |        |

Légende :
En fond vert  = Les plus hauts chiffres d'audiences/PDM
En fond rouge = Les plus bas chiffres d'audiences/PDM

### Saison 4
| Présentateur | Jour et horaire de diffusion | Invités | Audience moyenne              | Audience moyenne          | Réf.   |
| Présentateur | Jour et horaire de diffusion | Invités | Nombre de téléspectateurs     | PDM                       | Réf.   |
| ------------ | ---------------------------- | --- | ----------------------------- | ------------------------- | ------ |
| Ali Baddou   | Samedi 21 mars 2020 19h      | Édition spéciale pandémie de Covid-19 Edgar Morin, Jérôme Fourquet, Cynthia Fleury, Christophe André, Laury Thilleman, Pierre-Emmanuel Barré | 1 430 000                     | 6,3 %                     |        |
| Ali Baddou   | Samedi 28 mars 2020 19h      | Édition spéciale pandémie de Covid-19 Raphaël Enthoven, Jacques Attali, Dominique Méda, Périco Legasse                                       | 1 470 000                     | 6,5 %                     |        |
| Ali Baddou   | Samedi 25 avril 2020 19h     | Édition spéciale pandémie de Covid-19 Nicolas Beytout, Charles Pépin, Lucie Joly                                                             | 1 520 000                     | 8,3 % (record historique) | [ 77 ] |
| Ali Baddou   | Samedi 2 mai 2020 19h        | Édition spéciale pandémie de Covid-19 Invité spécial : Alain Duhamel                                                                         | 1 550 000 (record historique) | 7,8 %                     | [ 78 ] |

Légende :
En fond vert  = Les plus hauts résultats d'audience/PDM

## Controverse
En 2019, Acrimed analyse et dénonce les critères de traitement des journalistes présentateurs et r concernant à la sociologue engagée à gauche, Monique Pinçon-Charlot.